# Kalil Maia Neto
Kalil Maia Neto (São Paulo, 7 de maio de 1929) é um engenheiro e político brasileiro.
Filho de Jorge Miguel Maia e de Alice Maia. Casou com Leoni Maia.
Nas eleições de outubro de 1962 foi eleito deputado federal pelo Paraná, pelo Partido Trabalhista Brasileiro (PTB).